# Trochères
Trochères ist eine französische Gemeinde mit 167 Einwohnern (Stand 1. Januar 2022) im Département Côte-d’Or in der Region Bourgogne-Franche-Comté. Sie gehört zum Arrondissement Dijon und zum Kanton Saint-Apollinaire.

## Geographie
Das Flüsschen Albane durchquert das Gemeindegebiet und entwässert zur Bèze. Umgeben wird Trochères von den Gemeinden Cuiserey im Norden, von Marandeuil im Osten, von Étevaux im Süden und von Belleneuve, und Binges im Westen.

## Weblinks

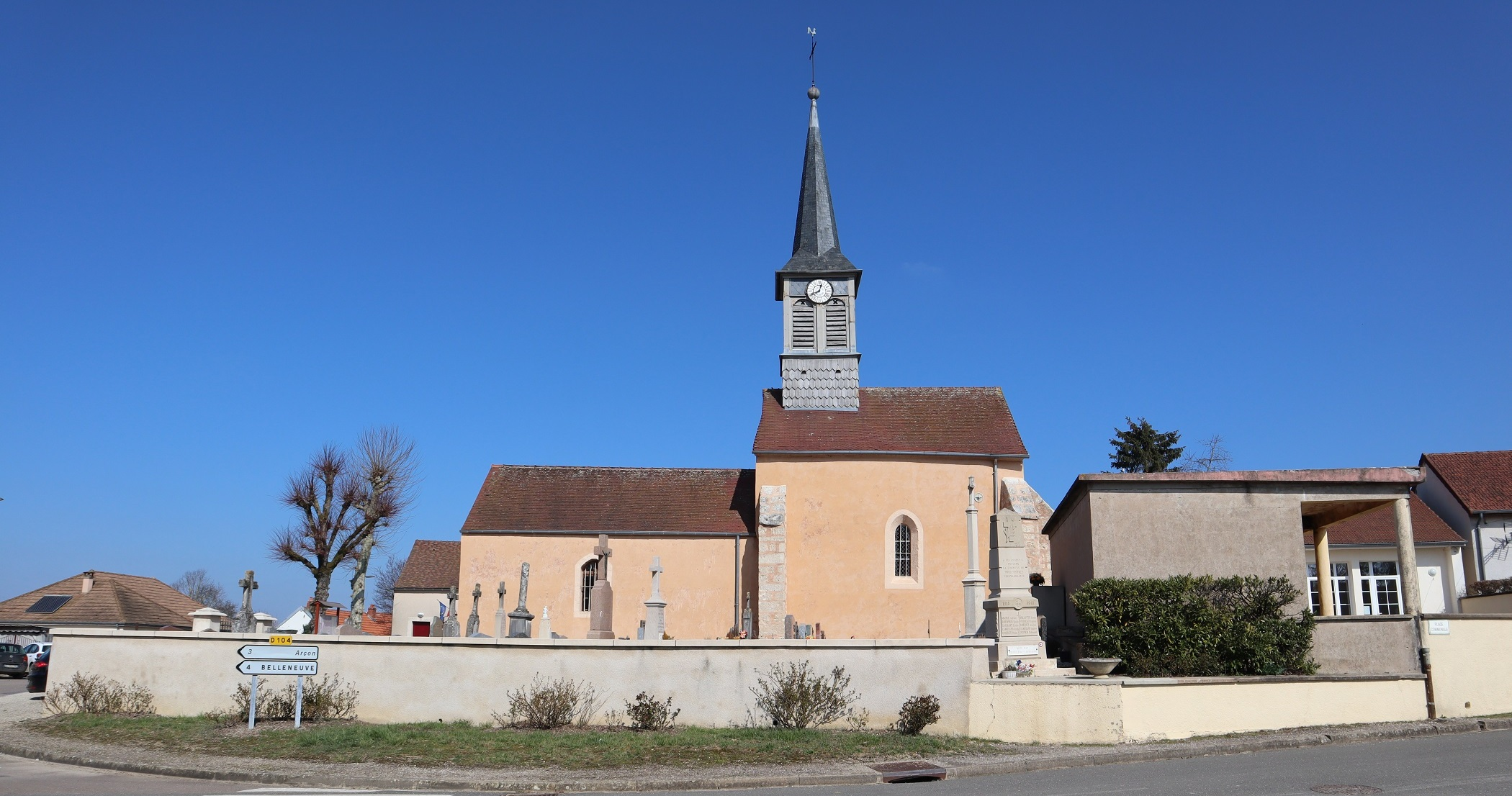
Kirche

## Bevölkerungsentwicklung
| Jahr                       | 1962 | 1968 | 1975 | 1982 | 1990 | 1999 | 2008 | 2013 | 2019 |
| Einwohner                  | 83   | 101  | 83   | 129  | 118  | 136  | 185  | 166  | 170  |
| Quellen: Cassini und INSEE |      |      |      |      |      |      |      |      |      |